# Park Narodowy Machalilla
Park Narodowy Machalilla (hiszp. Parque nacional Machalilla) – park narodowy w Ekwadorze położony w prowincji Manabi. Został utworzony 26 lipca 1979 roku i zajmuje obszar 706,14 km² (w tym 144,3 km² wód morskich). Od 1990 roku jest wpisany na listę konwencji ramsarskiej, a od 1990 roku znajduje się na liście informacyjnej światowego dziedzictwa UNESCO. W 2005 roku został zakwalifikowany przez BirdLife International jako ostoja ptaków IBA.

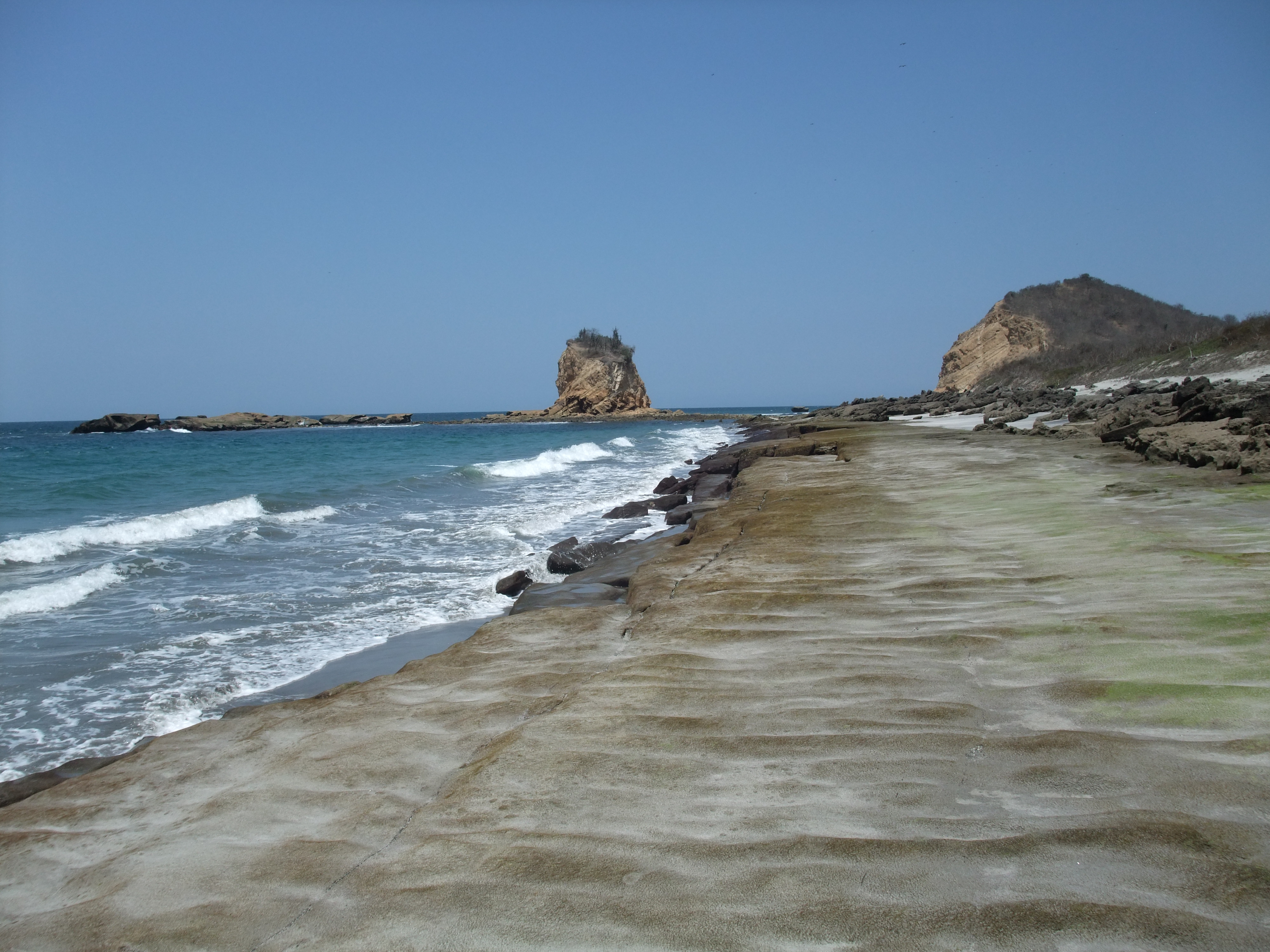

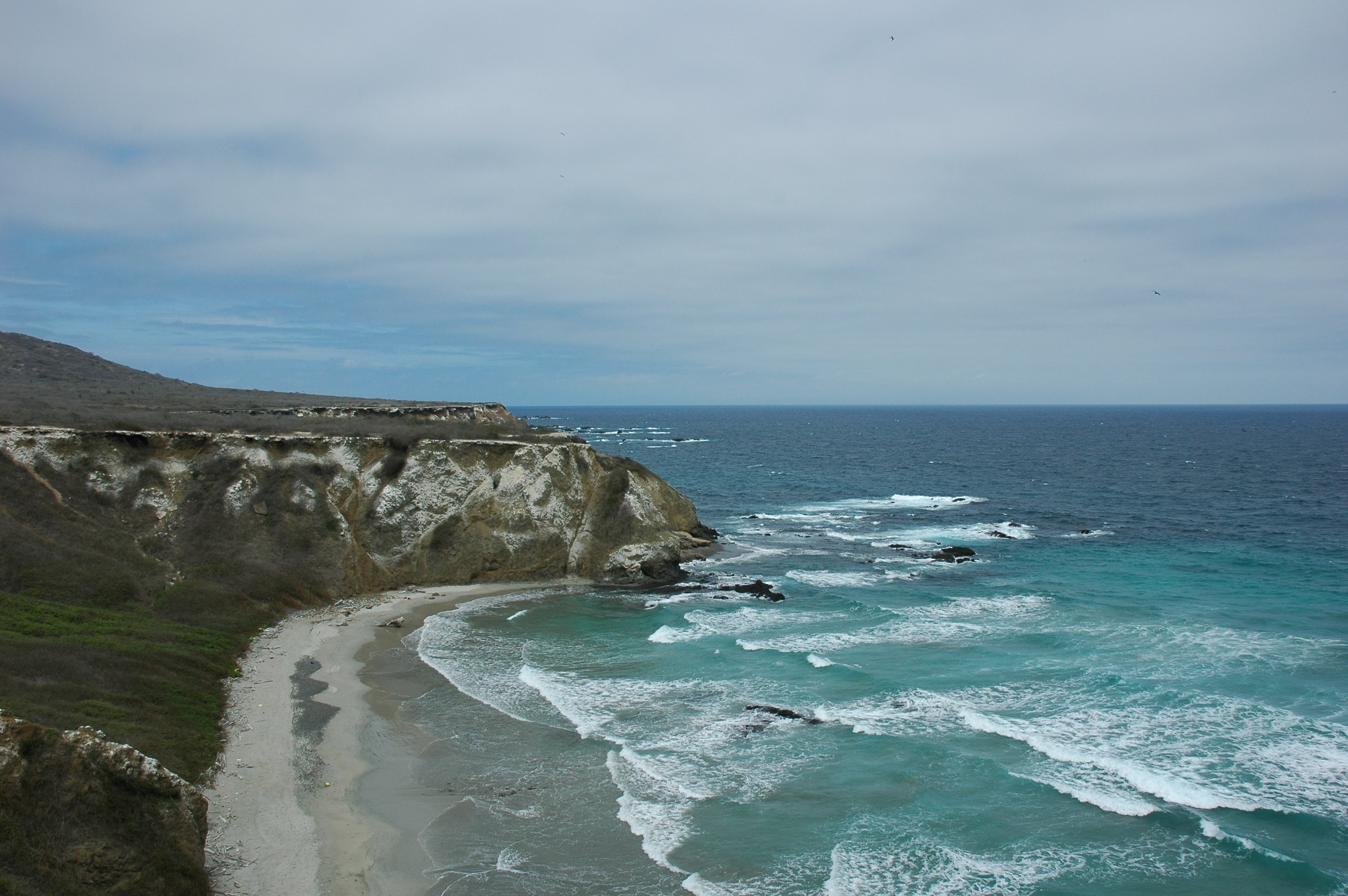
Wyspa Isla de la Plata

## Opis
Park obejmuje fragment wybrzeża nad Oceanem Spokojnym oraz znajdujące się tu wyspy (m.in.: Isla de la Plata, Salango, Horno de Pan, Sucre, Pedernales i El Sombrerito). Położony jest na zboczach niewysokiego, nadbrzeżnego pasma górskiego Chongón-Colonche (o wysokości do 840 m n.p.m.). Większą część parku pokrywa tropikalny las suchy. Wyżej rośnie las mglisty (występuje tu garúa).
Na terenie parku znajdują się stanowiska archeologiczne z różnych kultur, głównie kultury Valdivii i kultury Manteña.
Średnia roczna temperatura w parku waha się między 23,5 °C a 24,5 °C. Opady wynoszą od 161 mm do 1120 mm rocznie.

## Flora
W parku rośnie krytycznie zagrożona wyginięciem (CR) Simira standleyi, zagrożone wyginięciem (EN) Matisia grandifolia, Croton rivinifolius i Capparis heterophylla, narażona na wyginięcie (VU) Tabebuia chrysantha, a także m.in.: Phytelephas aequatorialis, Coccoloba mollis, Ceiba trichystandra, Armatocereus cartwrightianus, jadłoszyn baziowaty, Cordia alliodora, Guazuma ulmifolia, Cynometra bauhiniifolia, Hippomane mancinella, Bursera graveolens, Carica parviflora, Pentagonia grandiflora, Cochlospermun vitifolium, Chrysophyllum argenteum.
Szacuje się, że w parku występuje 25 gatunków endemicznych storczyków takich jak np.: Dimerandra rimbaxhii, Erythrodes ecuadorensis, Macrolobium manabinum.

## Fauna
W parku odnotowano 81 gatunków ssaków, 270 gatunków ptaków i 143 gatunki ryb.
Ssaki lądowe to krytycznie zagrożona wyginięciem (CR) kapucynka równikowa, narażone na wyginięcie (VU) pekari białobrody, wyjec płaszczowy i kapucynka czarno-biała, a także m.in.: mazama ruda, pekariowiec obrożny, jaguar amerykański, ocelot wielki, ocelot nadrzewny, pancernik dziewięciopaskowy, pakożer leśny, kabassu północny, kinkażu żółty, ostronos białonosy, szop krabożerny, hirara amerykańska, wiewiórka rudoogonowa, wiewiórka rudawa, tamandua północna, królak brazylijski, paka nizinna, aguti środkowoamerykański, owocowiec towarzyski, karolia jedwabista, widmowiec wielki, mulak białoogonowy, nibylis drobnozębny.
Ssaki morskie to narażony na wyginięcie (VU) kaszalot spermacetowy, a także m.in.: długopłetwiec oceaniczny, butlonos zwyczajny, delfin zwyczajny, grindwal krótkopłetwy, delfinek wysmukły.
Ptaki występujące w parku to zagrożony wyginięciem (EN) białostrząb szarogłowy, narażone na wyginięcie (VU) ogończyk czarnolicy, ara zielona, czakalaka rudogłowa i bekardzik okopcony, a także m.in.: kusacz czarnogłowy, kusacz jasnobrewy, karakara czubata, trębacz chichotliwy, penelopa rdzawobrzucha, piona brązowoskrzydła, widłogonek modrobrzuchy, chabrowczyk, trogon czarnosterny, trogon obrożny, trogon fioletowogłowy, pieprzojad czerwonorzytny, dzięcioł czerwonoczuby, dzięcioł pręgogrzbiety, łaźczyk brązowy, gołąbeczek szarogłowy, piłodziób wspaniały, tukan brązowodzioby, szmaragdolotka krasnolica.
Płazy to narażona na wyginięcie (VU) Ceratophrys stolzmanni, a także m.in.: Scinax quinquefasciatus, Trachycephalus venulosus, Leptodactylus ventrimaculatus, Eleutherodactylus walkeri, Engystomops pustulatus, Epipedobates machalilla, Hyloxalus infraguttatus.
Gady występujące w parku to m.in.: jaszczurki Microlophus occipitalis, Stenocercus iridescens i Holcosus septemlineatus, węże Bothrops asper, Leptodeira septentrionalis i zagrożony wyginięciem (EN) Porthidium arcosae.
Na plażach parku gniazdują krytycznie zagrożony wyginięciem (CR) żółw szylkretowy, zagrożony wyginięciem (EN) żółw jadalny i narażony na wyginięcie (VU) żółw skórzasty.
W wodach przybrzeżnych żyje narażona na wyginięcie (VU) żaglica, a także m.in.: pęz dwubarwny, głowomłot pospolity, makaira czarna, tazar.